# Macrodactylus praecellens
Macrodactylus praecellens är en skalbaggsart som beskrevs av Moser 1919. Macrodactylus praecellens ingår i släktet Macrodactylus och familjen Melolonthidae. Inga underarter finns listade i Catalogue of Life.